# جنوب
| جهت‌های جغرافیایی                                                                                       |
| --- |
| شمال (اپاختر، هودر) شمال شرقی شرق (خاور) جنوب شرقی جنوب (نیمروز، دشتر) جنوب غربی غرب (باختر) شمال غربی |

جُنوب، نیمروز، اواخشتر یا دَشتر یکی از چهار جهت اصلی است که در نقشه‌ها به‌طور قراردادی معمولاً به سوی پایین است. جنوب نقطه روبروی شمال است و °۹۰ با خاور و باختر اختلاف زاویه دارد و خود در زاویه °۱۸۰ جای دارد.

## ریشه‌شناسی
این واژه در گذشته‌های دور اَوشتَر و نیمروچ و گاهی نیز دَشن بوده‌است.

## نگارخانه

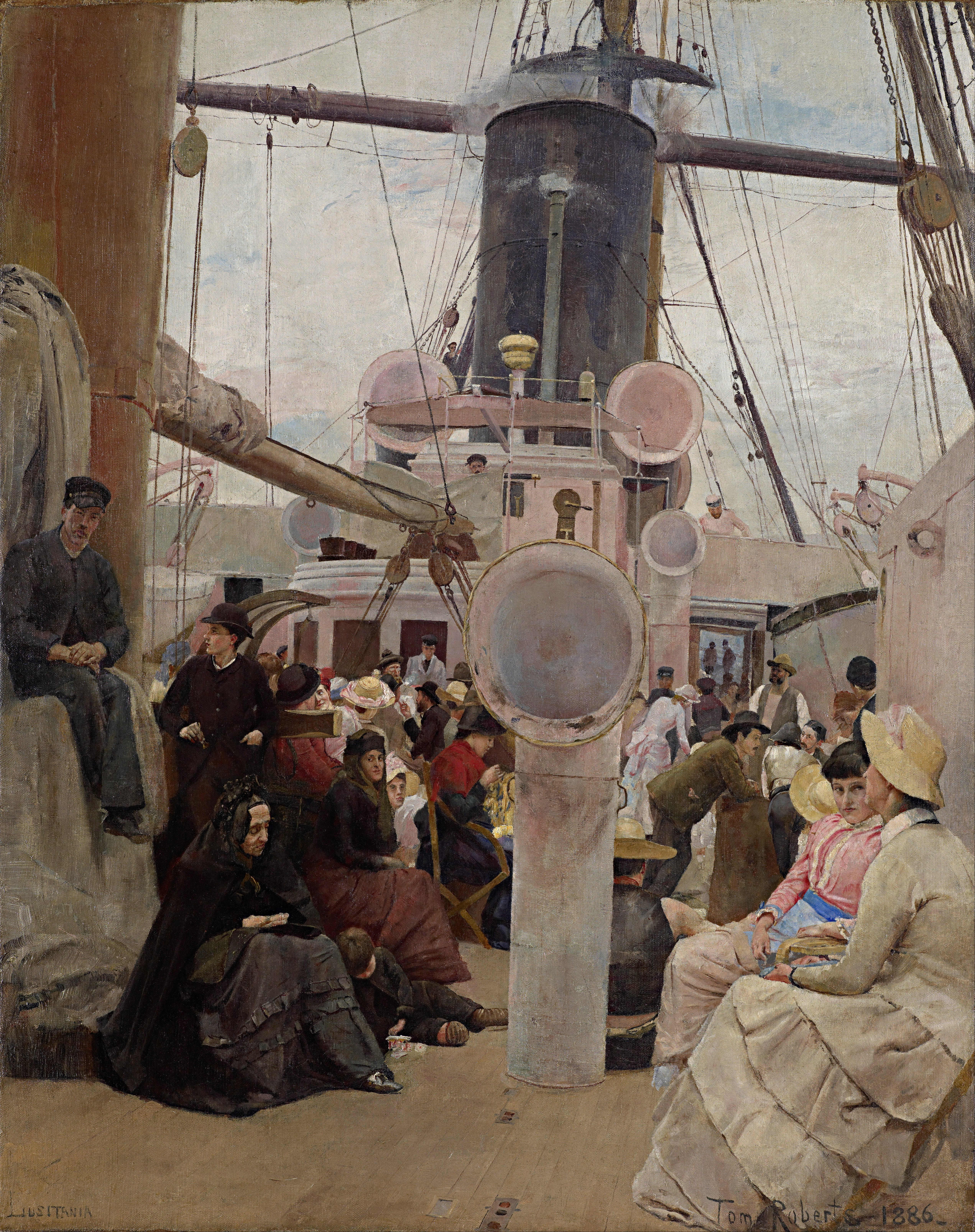
به جنوب آمدن اثر تام رابرتز